# Pseudochazara thelephassa
Pseudochazara thelephassa is een vlinder uit de familie van de Nymphalidae, uit de onderfamilie van de Satyrinae. De soort is voor het eerst wetenschappelijk beschreven door Carl Geyer in een publicatie uit 1827.
De soort komt voor in Turkije, Armenië , Azerbeidzjan , Syrië, Irak, Iran, Afghanistan en Pakistan.